# Conrad Pridy
Conrad Pridy (* 17. Juli 1988 in Vancouver) ist ein ehemaliger kanadischer Skirennläufer. Er gehörte von 2012 bis 2016 dem kanadischen Nationalkader an und war vor allem in den schnellen Disziplinen Abfahrt und Super-G erfolgreich.

## Biografie
Pridy besuchte in seiner Heimatstadt Whistler die Skischule und schloss sich dem Whistler Mountain Ski Club an. Später wurde er in den Kader des British-Columbia-Ski-Teams aufgenommen. Sein zwei Jahre jüngerer Bruder Morgan Pridy ist ebenfalls Skirennläufer und seit 2011 im kanadischen Nationalkader. Seine ersten FIS-Rennen fuhr Pridy im Dezember 2003, erste Starts im Nor-Am Cup folgten ein Jahr später. Neben Siegen und Podestplätzen in FIS-Rennen fuhr er im Nor-Am Cup ab Februar 2007 mehrmals unter die besten 20. Der Anschluss an die Spitze folgte in der Saison 2010/2011, als er in seinen stärksten Disziplinen Abfahrt und Super-G insgesamt sechs Mal unter die schnellsten zehn fuhr und mit drei vierten Plätzen nur knapp seine erste Podiumsplatzierung verpasste. In der Abfahrtswertung wurde er Fünfter, in der Super-G-Wertung Zehnter.
Seit dem Winter 2011/2012 ist Pridy auch bei Abfahrten im Weltcup am Start. Nachdem er bei den ersten Starts mit Platzierungen jenseits der besten 50 noch weit hinten in den Ergebnislisten zu finden war, gewann er in seinem fünften Weltcuprennen am 28. Januar 2012 mit Platz 25 in der Abfahrt von Garmisch-Partenkirchen die ersten Weltcuppunkte. Zwei Wochen später feierte in der Abfahrt von Aspen seinen ersten Sieg im Nor-Am Cup. In der zweiten Nor-Am-Abfahrt von Aspen wurde er Dritter, womit er sich 2011/2012 den zweiten Platz in der Disziplinenwertung sicherte. Nach Ende des Winters wurde er in das kanadische Nationalteam aufgenommen.
Nach der Saison 2015/16 beendete Pridy seine aktive Karriere.

## Erfolge

### Weltcup
- 3 Platzierungen unter den besten 30

### Weltcupwertungen
| Saison  | Gesamt | Gesamt | Abfahrt | Abfahrt |
| Saison  | Platz  | Punkte | Platz   | Punkte  |
| ------- | ------ | ------ | ------- | ------- |
| 2011/12 | 135.   | 6      | 48.     | 6       |
| 2012/13 | 141.   | 3      | 55.     | 3       |
| 2013/14 | 148.   | 2      | 51.     | 2       |

### Nor-Am Cup
- Saison 2010/11: 5. Abfahrtswertung
- Saison 2011/12: 2. Abfahrtswertung
- Saison 2012/13: 4. Abfahrtswertung
- Saison 2014/15: 6. Abfahrtswertung, 8. Super-G-Wertung
- 5 Podestplätze, davon 2 Siege:

| Datum            | Ort   | Land   | Disziplin |
| ---------------- | ----- | ------ | --------- |
| 12. Februar 2012 | Aspen | USA    | Abfahrt   |
| 8. Februar 2013  | Apex  | Kanada | Abfahrt   |

### Weitere Erfolge
- 7 Siege in FIS-Rennen